# Astrapogon stellatus
Astrapogon stellatus är en fiskart som först beskrevs av Cope, 1867.  Astrapogon stellatus ingår i släktet Astrapogon och familjen Apogonidae. Inga underarter finns listade.